# Lomié
Lomié ist eine Gemeinde im Département Haut-Nyong in der Region Est (Ostprovinz) von Kamerun. Lomié liegt am östlichen Rande des Naturschutzgebietes „Dja“, das seit 1981 Biosphärenreservat und seit 1987 UNESCO-Weltnaturerbe ist.
Früher lebte die Gemeinde von der Holzindustrie. Nach dem Fund von Kobalt und Zink in der Nähe nutzt das Bergbauunternehmen Geovic die Stadt als Basisstation. In Lomié steht noch eine Reihe von historischen Gebäuden aus der Deutschen Kolonialherrschaft. Darunter sind ein Gefängnis, ein Gerichtsgebäude und ein Postamt.
Die Straßen von Lomié führen im Norden über Mindourou nach Abong-Mbang, im Osten nach Messok und Yokadouma und im Süden nach Ngoyla. Die Gemeinde zieht gelegentlich Touristen an, die das nahegelegene Naturschutzgebiet besuchen. Daher existieren auch eine Reihe von kleinen Pensionen und Hotels.

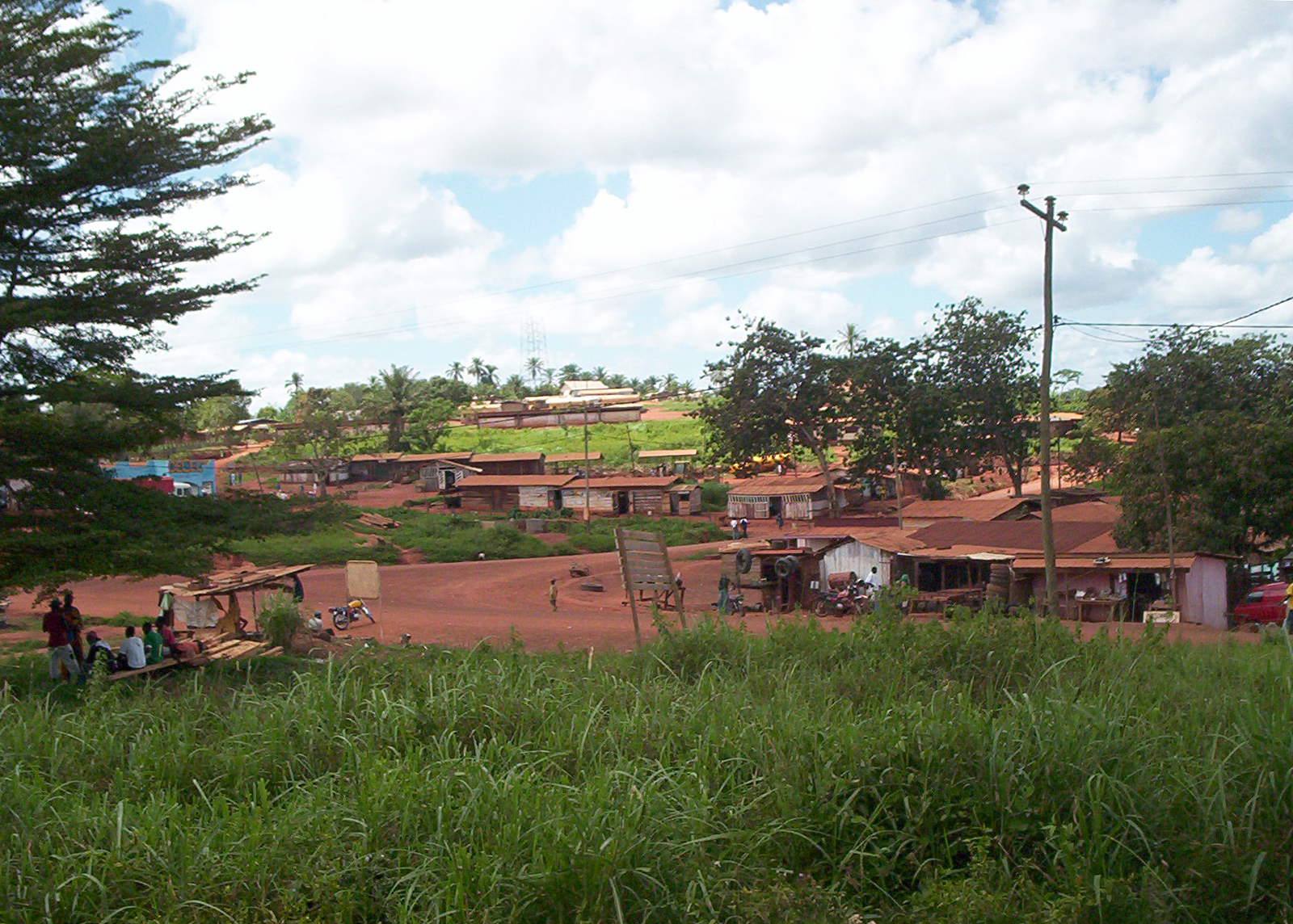
Lomié

## Söhne und Töchter der Gemeinde
- Delphine Zanga Tsogo (1935–2020), Politikerin und Schriftstellerin